# 圆齿荆芥
圆齿荆芥（学名：Nepeta wilsonii）为唇形科荆芥属下的一个种。

## 扩展阅读
維基物種上的相關：圆齿荆芥